# 廖行文
廖行文（1994年12月20日—），中国广西壮族自治区柳州市人，围棋职业六段棋手。他4岁半学棋，2006年入段，2016年7月升为六段。他获2005年第22届世界青少年围棋锦标赛少年组冠军，2007年第24届世界青少年围棋锦标赛青年组亚军，2015年通过选拔，代表中国参加第27届亚洲电视快棋赛。

## 国内比赛成绩
2007年至2011年、2013年至2015年代表广西华蓝队参加围甲联赛。

## 国际比赛成绩
2014年，第19届三星车险杯预选赛连胜崔显宰、牛雨田、彭立峣、李浩范进入本赛；32强双败淘汰赛中连胜金仑映和村川大介进入16强，后负于李世石。2015年，第27届亚洲电视快棋赛首轮负于韩国棋手朴廷桓。